# 弗魯特瓦爾 (科羅拉多州)
弗魯特瓦爾（英語：Fruitvale）是位於美國科羅拉多州梅薩縣的一個人口普查指定地區。

## 地理
弗魯特瓦爾的座標為39°05′32″N 108°28′53″W / 39.09222°N 108.48139°W，而該地最高點為海拔高度1423米（即4669英尺）。

## 人口
根據2010年美國人口普查的數據，弗魯特瓦爾的面積為8.00平方千米，均為陸地。當地共有人口7675人，而人口密度為每平方千米959人。